# Regine Stachelhaus
Regine Stachelhaus (* 12. Mai 1955 als Regine Brumme in Böblingen) ist eine deutsche Juristin und war bis Sommer 2013 Vorstandsmitglied der E.ON AG (zuständig für Personal).

## Leben
Regine Brumme wurde am 12. Mai 1955 in Böblingen als mittleres von drei Kindern geboren. Ihr Vater Wolfgang Brumme war viele Jahre Oberbürgermeister der Stadt. 1974 begann sie nach dem Abitur das Studium der Rechtswissenschaften an der Universität Tübingen. Sie vertiefte im Jugendstrafrecht. Das Referendariat absolvierte sie von 1980 bis 1982 am Oberlandesgericht Stuttgart. Nach Abschluss ihres Studiums war sie zwei Jahre für die Sozietät Raich und Kollegen in Böblingen tätig, bevor sie ihre Karriere bei Hewlett-Packard begann. Von 1984 bis 1988 war sie Syndikusanwältin. 1987 übernahm sie die Leitung für den Einkauf und Gebäude der Vertriebsorganisation. In den Folgejahren war sie als Managerin für verschiedene Bereiche tätig; von 1995 bis 1997 übernahm sie die Leitung der Rechts- und Exportabteilung. Von 1997 bis zum Jahre 2000 war sie Vertriebsdirektorin der „Consumer Business Organization Deutschland“. Im Jahre 2000 übernahm sie die Geschäftsführung der Hewlett-Packard GmbH. Ab Mai 2002 war sie zudem Vice President IPG (Imaging und Printing Group). Von 2009 bis 2010 übernahm sie die Geschäftsführung des Deutschen Komitees für UNICEF e. V. 
Im Juni 2010 wurde sie in den Vorstand der E.ON AG berufen und ist Mitglied im Aufsichtsrat der ESMT European School of Management and Technology. Zum 30. Juni 2013 schied sie wegen der Erkrankung eines engen Familienmitglieds bei der E.ON AG aus.
Seit ihrem Ausscheiden aus dem Vorstand bei der E.ON AG ist Stachelhaus als Beraterin für den Vorstandsvorsitzenden Johannes Teyssen tätig. Die Rheinische Post-online berichtete, dass sie für diese Tätigkeit weiterhin Bezüge erhalte. Dabei gehe es darum, dass sie nach fünf Jahren Konzernzugehörigkeit einen Pensionsanspruch erreichen könne.
Stachelhaus wurde im Juni 2013 in den Aufsichtsrat der Computacenter plc berufen.
Stachelhaus war ab 1984 mit dem Musiker Willi Stachelhaus († 28. November 2015) verheiratet und hat zwei erwachsene Söhne.

## Auszeichnungen
- 2005: Mestemacher Preis Managerin des Jahres 2005.
- 2010: Ehrenmitglied der juristischen Vereinigung Phi Delta Phi[6]